# Janine Sourdel-Thomine
Janine Sourdel-Thomine, née le 15 novembre 1925 à Rochefort-sur-Mer et morte le 22 décembre 2021 à Paris, est une historienne de l'art française spécialiste de l'Islam.

## Biographie
De 1950 à 1960, elle est chercheuse au CNRS, puis directrice d'études à l'École pratique des hautes études. Elle est également professeure d'histoire de l'art islamique à la Sorbonne, puis à Paris-Sorbonne dont elle fut vice-présidente de 1980 à 1995.

## Publications
- Dominique Sourdel et Janine Sourdel-Thomine, La Civilisation de l'Islam classique, Arthaud, 1983 (ISBN 2-7003-0447-0 et 978-2-7003-0447-3)
- Janine Sourdel-Thomine, Dictionnaire historique de l'islam, Presses universitaires de France, 1996 (ISBN 2-13-047320-2 et 978-2-13-047320-6)
- Jean-Michel Mouton et Janine Sourdel-Thomine, Mariage et séparation à Damas au Moyen Âge : un corpus de 62 documents juridiques inédits entre 337/948 et 698/1299 (ISBN 978-2-87754-296-8 et 2-87754-296-3)